# Olinto Marella
Giuseppe Olinto Marella (Pellestrina, 14 giugno 1882 – San Lazzaro di Savena, 6 settembre 1969) è stato un presbitero italiano.
Marella esercitava il suo servizio pastorale nell'arcidiocesi di Bologna. Era un compagno di classe di papa Giovanni XXIII a Roma e il papa lo ha tenuto in grande considerazione sostenendo le sue iniziative pastorali.
È stato proclamato venerabile il 27 marzo 2013 dopo che papa Francesco ha riconosciuto che aveva vissuto una vita di virtù eroiche. Il 4 ottobre 2020 venne beatificato in Piazza Maggiore a Bologna in una cerimonia presieduta dall'arcivescovo di Bologna, il cardinale Matteo Maria Zuppi, in rappresentanza del papa.

## Biografia
Olinto Giuseppe Marella nacque il 14 giugno 1882 nell'isola di Pellestrina (che gli ha dedicato un campo sportivo), secondogenito dei quattro figli di Luigi Marella (1851-1903), medico condotto e pioniere dell'elioterapia, e Carolina de' Bei (1852-1940), di famiglia triestina e maestra. Fu lo zio — Giuseppe Marella, arciprete della parrocchia Ognissanti a Pellestrina, protonotario apostolico e cameriere segreto del papa — a prendersi cura della sua educazione.
Marella ha studiato in seminario a Roma ed è stato compagno di classe di Angelo Giuseppe Roncalli, il futuro papa Giovanni XXIII. Il cardinale Aristide Cavallari lo ordinò al sacerdozio il 17 dicembre 1904 e gli fu maestro nei seminari a Chioggia. Ha insegnato studi umanistici e vari studi filosofici e teologici. Il 24 ottobre 1909 i suoi incarichi pastorali furono sospesi a divinis dal vescovo di Chioggia per avere ospitato Romolo Murri, amico dai tempi del seminario e padre del cristianesimo sociale, scomunicato in seguito alla lotta contro il modernismo condotta da Pio X.
Non protestò contro la decisione, sempre quell'anno inaugurò con il fratello Tullio, terziario francescano, il "Ricreatorio popolare" di Pellestrina, su progetto sempre del fratello Tullio (scomparirà nel 1913) fece anche costruire la scuola per l'infanzia "Vittorino da Feltre". Il 13 luglio 1916 è chiamato sotto le armi nella IV Compagnia Sanità del Distretto militare di Torino con il grado di sergente, pochi mesi più tardi si laureò in filosofia a Padova iniziando, dopo il congedo nel maggio 1918,  a insegnare in giro per l'Italia, da Treviso a Messina, da Padova a Palermo e Rieti. Curò anche la traduzione del libro di Giovan Battista Vico (prefazione di Carmelo Licitra) De nostri temporis studiorum ratione.
Nel 1924 è a Bologna dove insegnò presso i licei Galvani e Minghetti, occupando quella cattedra sino al 1948. Nel 1925 il cardinale Giovanni Battista Nasalli Rocca di Corneliano tolse la sospensione a divinis, lo riabilitò e lo accolse nella diocesi di Bologna. Nel 1939 aprì la sua casa in via San Mamolo ad alcuni fuggiaschi ebrei, salvò dalle SS suor Caterina Elkan, ebrea prima di diventare cattolica, salvò dalla deportazione in Germania una trentina di soldati. Trasformò anche un vecchio capannone in chiesa, chiamata "cattedrale dei poveri", dove ogni domenica celebrava messa e, se possibile, offriva anche un pasto caldo.
Nel dopoguerra animò gruppi di assistenti per i baraccati del quartiere Lame e per una serie di agglomerati molto popolari (conosciuti come "le Popolarissime"), fondò le "Piccole operaie" per occuparsi del doposcuola e dell'avviamento al lavoro, nel 1948 fondò a Bologna in via Piana 106 la "Città dei Ragazzi" (poi trasferita a San Lazzaro di Savena e diffusa in quindici case in provincia) per dare un rifugio ai giovani sbandati e senza tetto. E per sostenere economicamente l'iniziativa si trasformò in mendicante. Marella usava sedersi su uno sgabello sul lato della strada nel centro storico di Bologna, all'angolo tra via Caprarie e via Drapperie (dove poi sarà realizzato un bassorilievo che lo raffigura  con il cappello in mano e la lunga barba bianca) ma anche in via Orefici e via Clavature in attesa dell'uscita delle persone dagli spettacoli dei cinema e del teatro comunale. Lo faceva col bel tempo, con la pioggia, anche sotto la neve: capo chino e berretto in mano. Qualche sacerdote si oppose a quel gesto che lo faceva sembrare un barbone ma Marella continuò nell'iniziativa avendo il sostegno di papa Giovanni XXIII che lo considerava un "caro amico" e una volta offrì a suo nome un milione di lire. E proprio a Giovanni XXIII un laico e ateo come Indro Montanelli, che aveva avuto Olinto Marella come insegnante di filosofia al liceo di Rieti, si rivolse un giorno "sfrontatamente" dicendo: "Come aveva potuto la Chiesa non capire ciò che avevo capito io, laico e miscredente, che quello era un santo".
Marella conosceva anche Gianna Beretta Molla, futura santa, e Maria Bolognesi, futura beata.
Olinto Marella morì il 6 settembre 1969.

## Il processo di beatificazione
Il processo diocesano si aprì a Bologna l'8 settembre 1996. Papa Francesco approvò il decreto di eroicità delle virtù, proclamando don Marella venerabile il 27 marzo 2013. Ai fini della beatificazione, la Chiesa cattolica ha considerato miracolosa la guarigione, avvenuta nel 1985 a Bologna, di Piero Nobilini, un artigiano di trentasei anni. Questi, nel 1970, fu operato a causa di un'ulcera duodenale perforata. Nel 1983 gli venne diagnosticata una pancreatite cronica, per la quale fu nuovamente operato il 29 gennaio 1985. Il 5 febbraio fu colpito da emorragie, per fermare le quali fu operato nuovamente, ma senza risultato. Ai parenti fu comunicata la prognosi infausta. A quel punto furono rivolte, da parenti e persone vicine al malato, preghiere collettive per ottenere l'intercessione del venerabile Marella, e dal 7 febbraio le condizioni generali del Nobilini migliorarono rapidamente, fino a giungere alle dimissioni il 23 marzo 1985. La guarigione, rapida, completa e duratura, è stata ritenuta inspiegabile alla luce delle attuali conoscenze mediche. Il 4 ottobre 2020 don Olinto Marella è stato proclamato beato. La sua memoria liturgica è il 6 settembre.

## Premi e riconoscimenti
- 1947 - "Premio della Bontà" dal Comune di Bologna
- 1958 - "Premio ai Buoni" dal comitato regionale dell'Emilia-Romagna
- 1963 - "Premio Notte di Natale" istituito a Milano da Angelo Motta
- 1964 - medaglia d'oro "Amico dei Poveri" dall'amministrazione della Provincia di Bologna
- 1967 - cittadinanza onoraria dal Comune di S.Agata Feltria[10]

## Opere
- Giuseppe Olinto Marella, Studi 1903 - 1962, a cura di Vincenzo Lagioia, Bologna, Il Mulino, 2011.

## Filmografia
- La sorpresa - L'eccezionale storia di padre Marella (2021) regia di Otello Cenci, sceneggiatura Otello Cenci, Giampiero Pizzol, con Stefano Abbati, Carlotta Miti, Marco Francisconi e la straordinaria partecipazione del Cardinale Matteo Maria Zuppi. Genere Docu-Fiction - Italia, produzione Arcidiocesi di Bologna, produzione esecutiva Made Officina Creativa, durata 95 minuti.